# Пшитули (Елцький повіт)
Пшитули (пол. Przytuły, нім. Seefrieden) — село в Польщі, у гміні Елк Елцького повіту Вармінсько-Мазурського воєводства.
Населення — 71 особа (2011).
У 1975-1998 роках село належало до Сувальського воєводства.

## Демографія
Демографічна структура станом на 31 березня 2011 року:
|          | Загалом | Допрацездатний вік | Працездатний вік | Постпрацездатний вік |
| -------- | ------- | ------------------ | ---------------- | -------------------- |
| Чоловіки | 38      | 12                 | 20               | 6                    |
| Жінки    | 33      | 8                  | 16               | 9                    |
| Разом    | 71      | 20                 | 36               | 15                   |